# Movimiento de Izquierda Revolucionaria (Bolivia)
El Movimiento de Izquierda Revolucionaria (MIR) fue un partido político boliviano socialdemócrata. Fue el tercer partido de importancia en las dos últimas décadas del siglo XX. Creado en 1971, fue clausurado legalmente por la Corte Nacional Electoral el 30 de agosto de 2006.

## Origen
Fue fundado a mediados de 1971 para sustentar el gobierno revolucionario del general Juan José Torres mediante una fusión de diversos movimientos de izquierdas:
- militantes de la Juventud del Partido Demócrata Cristiano Revolucionario de Bolivia: Jorge Ríos Dalenz, Antonio Araníbar Quiroga.
- militantes del grupo "Espartaco" (desencantados del MNR): René Zavaleta, Pablo Ramos.
- marxistas independientes: Jaime Paz Zamora, Alfonso Camacho, Guillermo Capobianco, Oscar Eid Franco, Carlos Quiroga B.

A los pocos días se genera el golpe del general Hugo Banzer Suárez para frenar el avance del proceso revolucionario, lo que causa la lucha clandestina de los militantes del MIR, y su refundación el 7 de septiembre de 1971 por Jaime Paz Zamora y Antonio Araníbar.
El partido fue conducido desde un principio por Jaime Paz Zamora. El MIR llegó a ser influyente en el movimiento obrero boliviano durante los años 1970.

## Historia
El MIR formó parte de los gobiernos de Hernán Siles Zuazo, como parte de la Unidad Democrática y Popular (UDP) que ganó las elecciones en 1979; pero debido a los golpes de estado en primera instancia del coronel Alberto Natusch Busch (2 de noviembre de 1979) y del general Luis García Meza Tejada (17 de julio de 1980), recién inició su periodo constitucional en el año 1981, año que marcó el retorno a la democracia y el fin de las dictaduras militares en el país.
Se opuso tenazmente a la dictadura de Bánzer. Participó de la coalición contra el general Pereda, la UDP, junto al MNRI y al PCB, en las elecciones de 1978, 1979 y 1980. En 1982 Jaime Paz logró la vicepresidencia con Hernán Siles, en la UDP. En 1985 participaron solos, y sufrieron la escisión del grupo de Araníbar. En 1989 Paz Zamora logra el tercer lugar en la Presidencial, pero tras un acuerdo con ADN logra la Presidencia, a cambio del apoyo a Bánzer en 1993, donde no presentó candidato.
En 1989, el MIR logró la tercera mayor votación en las elecciones y contra todo pronóstico, su líder Jaime Paz Zamora se hizo con la presidencia, tras una alianza con su antiguo enemigo político de los años de la dictadura, Hugo Banzer Suárez quien contaba con la segunda mayoría. Esta alianza política fue muy controvertida, porque gente del MIR, desde dirigentes nacionales a militantes de base, fueron asesinados durante la dictadura de Banzer. Antes de la alianza, Jaime Paz Zamora había dicho que "un río de sangre divide al MIR del ADN".

## Declive
El año 2002 las elecciones generaron nuevamente tensiones al llegar 3 candidatos con porcentajes muy cercanos y siendo el MIR la 4° candidatura:
- Gonzalo Sánchez de Lozada (MNR), 22,46%
- Evo Morales (MAS), 20,94%
- Manfred Reyes Villa, del NFR, 20,91%
- Jaime Paz Zamora, del MIR, 16,31%

La presión internacional hacía que se evitara que Evo Morales llegara a la presidencia. Por otro lado existían precedentes de las tácticas políticas que Jaime Paz Zamora utilizaba para lograr la presidencia.
Finalmente Jaime Paz Zamora aceptó un "Acuerdo Patriótico" y sella su apoyo al gobierno de Gonzalo Sánchez de Lozada. Las revueltas sociales de 2003 por el carácter neoliberal de dicho gobierno causan la renuncia de Gonzalo Sánchez de Lozada a la presidencia el 17 de octubre de 2003.
Su sucesor también se apoya en el MIR, y dicho apoyo a la principal fuerza contra la cual había combatido mermó su credibilidad.
Ante la nueva crisis institucional que se genera como consecuencia a la renuncia del Presidente Carlos Mesa Gisbert el 10 de junio de 2005, la presión popular impidió que el Presidente del Senado y sucesor constitucional, Hormando Vaca Díez, militante del MIR y su candidato presidencial, asumiera la Presidencia Interina de la República.
Los disturbios no se calmaron hasta que ambos sucesores constitucionales de partidos "tradicionales", Hormando Vaca Diez (MIR), Presidente del Senado, y Mario Cossio (MNR), presidente de la Cámara de Diputados, renunciaron a la línea sucesoria constitucional, y asumió Interinamente el Presidente de la Corte Suprema, Eduardo Rodríguez Veltzé.
En las Elecciones del 18 de diciembre de 2005 el MIR decidió no llevar candidato propio y dejar libertad de acción a sus militantes. Subrepticiamente apoyaron la candidatura de Jorge Fernando "Tuto" Quiroga Ramírez, apoyado en la Agrupación Ciudadana Poder Democrático y Social, ajena al desgaste de los partidos tradicionales. Posteriormente la pérdida de visibilidad pública hizo que sus militantes pasaran a ingresar en otras formaciones de reciente creación como el liberal conservador Poder Democrático Social (Podemos) y el socialdemocrata Unidad Nacional (UN).[cita requerida]
Finalmente el 30 de agosto de 2006 la Corte Nacional Electoral canceló su personalidad jurídica por no haber obtenido al menos el 2% de los votos en las Elecciones para la Asamblea Constituyente del 2 de julio de 2006.

## Escisiones
- Movimiento de Izquierda Revolucionaria-Masas (MIR-Masas, MIR-M): fundado por los del Frente de Masas del MIR: Walter Delgadillo, Juan del Granado, Javier Bejarano y José Pinelo en septiembre de 1984 y se disolvió en enero de 1990. La escisión se produjo tras el colapso de la UDP y disputas internas, tras lo que ellos percibían un viraje a la moderación y pacticismo de la jefatura del MIR. Se reivindicó la movilización obrera-popular. Defendían la centralidad de la COB y el socialismo democrático. Posteriormente la mayoría de los miembros del partido se afiliaron al MBL.
- Movimiento de Izquierda Revolucionaria-Bolivia Libre (MIR-Bolivia Libre, MBL): estaba liderada por Antonio Araníbar Quiroga y otros intelectuales del partido en enero de 1985. Se oponían a seguir una carrera partidaria en solitario y deseaban una coalición popular. Criticaban el caudillismo y tenían énfasis en un reformismo hacia una socialdemocracia descentralizada. El 1 de marzo de 1999 se escindió del el Movimiento Sin Miedo (MSM), fundado por Juan del Granado.
- Movimiento de Izquierda Revolucionaria-Pueblo (MIR Pueblo): del senador por Potosí Gonzalo Valda.
- Movimiento de Izquierda Revolucionaria-Chuquisaca Poder Regional (MIR Chuquisaca Poder Regional): del senador Gastón Encinas.
- Unidad Nacional (UN): fundado por Samuel Doria Medina, llevándose al sector más socioliberal. El año 2003 se produce una concentración del poder en Jaime Paz, lo que hace que Doria Medina interpele legalmente al líder, y luego tras no prosperar la vía judicial, se separe políticamente.

## Resultados electorales

### Presidenciales
|  | 25.01 % |

|  | 35.97 % |

|  | 34.8 % |

|  | 38.74 % |

|  | 79,6 % |

|  | 10.18 % |

|  | 21.83 % |

|  | 66 % |

|  | 21.05 % |

|  | 16.76 % |

|  | 79.7 % |

|  | 16.31 % |

|  | 54.19 % |

|  | 28.59 % |

### Parlamentarias
|  | 35.97 % |

|  | 38.74 % |

|  | 10.18 % |

|  | 21.83 % |

|  | 21.05 % |

|  | 16.76 % |

|  | 16.31 % |

|  | 28.62 % |